# Beluša
Beluša este o comună slovacă, aflată în districtul Púchov din regiunea Trenčín, pe malul râului Váh. Localitatea se află la altitudinea de 254 m deasupra n.m., se întinde pe o suprafață de 51,33 km2 și în 2017 număra 5.925 de locuitori.

## Istoric
Localitatea Beluša este atestată documentar din 1330.

## Demografie
| An:                | 1994 | 2004   | 2014   | 2024   |
| ------------------ | ---- | ------ | ------ | ------ |
| Număr de persoane: | 6036 | 6081   | 5827   | 6183   |
| Diferență:         |      | +0,74% | −4,17% | +6,10% |

| An:                | 2023 | 2024   |
| ------------------ | ---- | ------ |
| Număr de persoane: | 6186 | 6183   |
| Diferență:         |      | −0,04% |